# Kjellberg Finsterwalde
Kjellberg Finsterwalde ist eine Unternehmensgruppe der Metall- und Elektroindustrie. Die Gruppe besteht aus den drei produzierenden Unternehmen Kjellberg Finsterwalde Plasma und Maschinen GmbH, Kjellberg Finsterwalde Schweißtechnik und Verschleißschutzsysteme GmbH, Kjellberg Finsterwalde Elektroden und Zusatzwerkstoffe GmbH. Querschnittsfunktionen werden von der Kjellberg Finsterwalde Dienstleistungsgesellschaft mbH übernommen. Gesellschafterin der Gruppe ist die Kjellberg-Stiftung mit Sitz in brandenburgischen Finsterwalde. In der Gruppe werden Produkte zur thermischen Materialbearbeitung (Schweißen und Plasma-Schmelzschneiden) hergestellt.
Mit etwa 280 Mitarbeitern wurde im Jahr 2008 ein Jahresumsatz von etwa 47 Mio. Euro erwirtschaftet, davon mehr als die Hälfte im Ausland. Die Gruppe hält eine Unternehmensbeteiligung in der Slowakischen Republik. Darüber hinaus ist Kjellberg Finsterwalde weltweit durch Partnerunternehmen vertreten.
Industriell werden Plasmaschneidtechnik (bis 600 A), Schweißautomaten und Schweißelektroden hergestellt, teilweise nach Kundenspezifikation. Anlagen des Unternehmens werden zum Beispiel im Schiffbau, in der Automobilindustrie oder im Anlagenbau eingesetzt. Kjellberg wurde 2020 mit dem Brandenburger Innovationspreis im Cluster Metall ausgezeichnet.

## Geschichte
Der Schwede Oscar Kjellberg erhielt am 27. Juni 1908 das Kaiserliche Reichspatent 231733 „Elektrode und Verfahren zum elektrischen Löten“ und gilt somit als Erfinder der ummantelten Schweißelektrode.
Gemeinsam mit sechs weiteren deutschen und schwedischen Gesellschaftern gründete er als ESAB Generaldirektor 1921 in Berlin die Kjellberg Elektroden GmbH. Unternehmenszweck war die Produktion und Vermarktung der patentierten Schweißelektroden. Aus Mangel an passenden Schweißstromquellen wurde auf Vorschlag von Oscar Kjellberg im Jahr 1922 die Kjellberg Elektro-Maschinen GmbH in Finsterwalde gegründet. Der erste in Finsterwalde entwickelte und gebaute Schweißgenerator Ke 200/1450 wurde 1923 auf der Leipziger Frühjahrsmesse präsentiert. Im selben Jahr begann in Finsterwalde die Schweißelektrodenproduktion. Das älteste Produkt war die Stabelektrode OK G2/1, eine Elektrode für Reparaturschweißungen.
1926 wurde das Unternehmen entsprechend dem veränderten Produktionsprofil in Kjellberg Elektroden und Maschinen GmbH umbenannt.
Kjellberg legte 1930 mit Schweißumformern den Grundstein für seinen weltweiten Erfolg. Das grundlegend neue Konzept der Maschinen vereinte den gesamten Maschinensatz unter einem Gehäuse mit Steuerteil und lenkbarem Fahrgestell. Diese wurden zu Schweißautomaten weiterentwickelt. Im Jahr 1934 begann man bei Kjellberg dafür mit ersten Untersuchungen. Mit der Markteinführung der Schweißautomaten S I und S II im Jahr 1937 war erstmals mechanisiertes Schweißen industriell möglich. Kjellberg bot dafür drei technologische Einsatzvarianten an: mit Elektrodenwechselkopf zum kontinuierlichen Abschweißen von Stabelektroden, mit Schweißkopf für Blankdrahtspulen und mit Kohlekopf für Dünnblechschweißungen.
Wichtige Referenzobjekte waren die Stahlkonstruktionen am Flughafen Berlin-Tempelhof und die Dresdner Schlachthofbrücke.
Das patentierte Kaell-Kjellberg-Lundin-Verfahren sorgte 1941 für einen deutlichen Leistungsschub bei der Metallverarbeitung. Eine Doppeldraht-Elektrode wurde dabei in drei Lichtbögen gleichzeitig verschweißt. Zu dieser Zeit war das Unternehmen der weltgrößte Hersteller von Lichtbogenschweißtechnik.
Ab 1935 verbesserte das Elektrodenpressen die Stärke der Umhüllung sowie die Schweißqualität im Vergleich zum bisher üblichen Tauchen. Ein wichtiges Referenzobjekt für das neue Verfahren war der sogenannte „Kjellberg-Hochbau“, Deutschlands erster vollständig geschweißter Stahlskelettbau. Mit seiner Fertigstellung im Jahr 1936 erweiterte das Unternehmen seine Produktionsstätte am Stammsitz in Finsterwalde. Für den fünfgeschossigen Industriebau wurden 460 t Stahl verbaut und rund 35.000 m Schweißnaht ausgeführt.
Im Jahr 1943 präsentierte Kjellberg nach nur zwei Monaten Entwicklungszeit mit dem sogenannten „Maulwurf“ die erste industrielle Lösung für automatisiertes Unterpulver-Schweißen.
1959 wurden erstmals Grundlagenversuche für das Plasma-Schmelzschneiden von hochlegierten Stählen und Aluminium mit Argon-Wasserstoff am Forschungsinstitut Manfred von Ardenne in Zusammenarbeit mit Kjellberg durchgeführt. Mit der 50 kW leistenden WSH III-M lieferte Kjellberg Finsterwalde 1962 die erste industriereife Plasmaschneidanlage aus. Im gleichen Jahr wurde das Verfahren zusammen mit dem Forschungsinstitut Manfred von Ardenne zum Plasma-Feinstrahlschneiden weiterentwickelt und patentiert.
1970 wurde das Unternehmen in den Volkseigenen Betrieb Schweißtechnik Finsterwalde umgewandelt und in das Mansfeld-Kombinat eingegliedert. Im Folgejahr wurden erstmals Plasmaschneidanlagen im Parallelbetrieb eingesetzt. Acht Anlagen der ersten Serien lieferte das Unternehmen nach Japan.
1973 schnitt mit der Kjellberg-Plasmaschneidanlage PA 40 zum ersten Mal eine Plasmaschneidmaschine mit kostengünstigerem Sauerstoff. 1979 wurde einem Forscherkollektiv von Kjellberg und dem Institut Manfred von Ardenne für die wissenschaftlich-technische Zusammenarbeit bei der Entwicklung des Plasma-Schmelzschneidverfahrens der „Nationalpreis für Wissenschaft und Technik“ der DDR verliehen. Da die Lieferwünsche des japanischen Marktes in Finsterwalde aus Kapazitätsgründen nicht rechtzeitig erfüllt werden konnten, erhielt 1984 die japanische O-A-Mach Corporation in Tokio eine Lizenz für die Herstellung und den Verkauf von Plasma-Schneidbrennern.
Im Jahr 1986 wurden erstmals Inverter als Netzteile für das Schweißen und das Plasma-Schmelzschneiden eingesetzt sowie eine unter Wasser einsetzbare Plasmaschneidanlage vorgestellt. Zu dieser Zeit arbeiteten 1064 Mitarbeiter im Unternehmen.
Nach der deutschen Wiedervereinigung 1991 wurde das Vertriebssystem restrukturiert und das Produktprogramm weitestgehend überarbeitet. In Zusammenarbeit mit der Technischen Universität Hannover und der HDW Kiel wurden 1993 im Projekt „Schiffbau 2000“ erstmals Mehrbrenner-Fasenaggregate eingesetzt. Mit dem Plasmafugenhobeln führte Kjellberg 1996 eine Alternative zum Fugenhobeln mit Kohleelektroden für die Industrie ein.
1997 wurde die Kjellberg-Stiftung gegründet, sie fungiert als alleinige Gesellschafterin des Unternehmens. Investitionen in eine neue Montage- und Versandhalle am Stammsitz in Finsterwalde verbesserten 1999 die Produktionsbedingungen erheblich. Die HiFocus-Technologie mit laserähnlicher Schnittqualität wurde im Jahr 2000 auf den Markt gebracht. Die Einführung der HiFinox-Technologie im Folgejahr ermöglichte weltweit erstmals metallisch blanke und bartfreie Schnittflächen an Chrom-Nickel-Stählen im Dünnblechbereich. Mit der ersten volumenstromgeregelten automatischen Plasmagasversorgung der Welt eröffnete Kjellberg Finsterwalde 2003 eine neue Dimension von Qualität und Reproduzierbarkeit bei Plasmaschnitten.
Mit drei parallel geschalteten Plasmaschneidanlagen des Typs FineFocus 800 wurde im Jahr 2004 ein neuer Rekord aufgestellt: Für den Rückbau des abgeschalteten Kernreaktors im Forschungszentrum Karlsruhe wurden in mehreren Metern Wassertiefe 130 Millimeter starke Stahlwände ferngesteuert zerlegt. Im Jahr 2007 stellte die Kjellberg-Stiftung ein umfassendes Investitionsprogramm zur Zukunftssicherung von Kjellberg Finsterwalde vor.
2008 wurde die Kjellberg Finsterwalde Elektroden und Maschinen GmbH in drei eigenständige Unternehmen aufgespaltet. Es entstanden die Kjellberg Finsterwalde Plasma und Maschinen GmbH, die Kjellberg Finsterwalde Schweißtechnik und Verschleißschutzsysteme GmbH und die Kjellberg Finsterwalde Elektroden und Zusatzwerkstoffe GmbH. Querschnittsfunktionen werden von der Kjellberg Finsterwalde Dienstleistungsgesellschaft mbH übernommen. Der Hauptsitz der Kjellberg Finsterwalde Schweißtechnik und Verschleißschutzsysteme GmbH wurde nach Witten im Bundesland Nordrhein-Westfalen verlegt. Die Kjellberg Finsterwalde Elektroden und Zusatzwerkstoffe GmbH bezog eine neue Fabrik am Standort Massen (Niederlausitz).